# Арголида
Арголида (на гръцки: Αργολίδα) е областна единица в Гърция, в най-източната част от полуостров Пелопонес. Арголида, наричана още и Аргея, е с население от 108 636 жители (2005 г.) и обща площ от 2154 km². Граничи с областна единица Аркадия на запад и югозапад, а с Атика на изток.
Арголида е неразривно свързана с древногръцката митология и с историята на Древна Гърция. Агамемнон, Диомед и други герои от плодородните аргоски равнини са сред главните герои в Илиадата на Омир.